# Håbo-Tibble kyrkby
Håbo-Tibble kyrkby è un'area urbana della Svezia situata nel comune di Upplands-Bro, contea di Stoccolma.
La popolazione risultante dal censimento 2010 era di 256 abitanti .